# Varg Vikernes
Varg Vikernes (ur. 11 lutego 1973 w Bergen jako Kristian Larsson Vikernes), znany również jako Count Grishnackh – norweski muzyk, kompozytor, wokalista, autor tekstów i multiinstrumentalista, a także producent muzyczny, pisarz, morderca.
Twórca black metalowego projektu Burzum. Współpracował także z innymi norweskimi zespołami metalowymi – Mayhem, Old Funeral i Darkthrone.

## Życiorys
W 1993 został skazany i otrzymał najwyższą z możliwych kar (co w norweskim prawie karnym wynosi 21 lat pozbawienia wolności) za zabójstwo muzyka Mayhem Øysteina „Euronymousa” Aarsetha oraz podpalenie trzech kościołów na początku lat 90. XX wieku, w tym kościoła Fantoft w Bergen. Podczas pobytu w więzieniu, Vikernes założył neonazistowską organizację Allgermanische Heidnische Front (AHF).
W 2003, gdy Vikernes odbywał wyrok w zakładzie karnym o obniżonym rygorze, uciekł z więzienia. Następnego dnia został złapany w skradzionym samochodzie dzięki zorganizowanej akcji policyjnej. Prokurator wniósł o dodatkowy wyrok więzienia. Jednakże po oświadczeniu prawnika Vikernesa, że muzyk prosi, by zapomniano mu wszystko i pragnął tylko wrócić do rodziny, darowano mu dodatkowy wyrok. W czerwcu 2006 i w kwietniu 2008 roku starał się o zwolnienie warunkowe, ale prośby zostały odrzucone. 24 maja 2009 Varg Vikernes został warunkowo zwolniony z więzienia, po odbyciu 16 z 21 lat kary.
Po opuszczeniu więzienia zamieszkał wraz z żoną i dziećmi na farmie w okolicach Telemark. Następnie przeniósł się wraz z rodziną do Francji. W tamtejszym rejestrze meldunkowym figuruje jako Louis Cachet.
16 lipca 2013 roku Varg Vikernes został zatrzymany we Francji. Był podejrzany o planowanie rozboju oraz o posiadanie nielegalnych materiałów wybuchowych. 18 lipca 2013 roku został zwolniony po tym, jak nie udowodniono mu działań związanych z planowaniem zamachu terrorystycznego.

## Dyskografia
- Old Funeral – Devoured Carcass (1991, gitara)
- Darkthrone – Transilvanian Hunger (1994, teksty)
- Darkthrone – Panzerfaust (1995, teksty)
- Mayhem – De Mysteriis Dom Sathanas (1994, gitara basowa)

## Publikacje
- 1997, Vargsmål (norw.)
- 2000, Germansk Mytologi og Verdensanskuelse, Cymophane Publishing, ISBN 978-91-973819-0-1 (norw.)
- 2001, Guide to the Norse Gods and Their Names (norw.)
- 2002, Irminsûl, Norsk Hedensk Front, ISBN 978-82-996349-0-8 (norw.)
- 2011, Sorcery And Religion In Ancient Scandinavia, Abstract Sounds Books (norw.)
- 2015, Reflections on European Mythology and Polytheism, CreateSpace, ISBN 978-1-5228-9847-4 (ang.)
- 2017, Paganism Explained, Part I: Thrymskvida, CreateSpace, ISBN 978-1979385473 (ang.)
- 2017, Paganism Explained, Part II: Little Red Riding Hood & Jack and the, Beanstalk, CreateSpace, ISBN 978-1981555376 (ang.)
- 2018, Paganism Explained, Part III: The Cult of Mithra & Hymiskvida, CreateSpace, ISBN 978-1986038287 (ang.)
- 2018, Paganism Explained, Part IV: Valholl & Odinn in Yggdrasill, CreateSpace, ISBN 978-1720910671 (ang.)

## Filmografia
- Until the Light Takes Us (2008, film dokumentalny, reżyseria: Aaron Aites, Audrey Ewell)[15]
- Satan Rir Media – Satan Rides the Media (1998, film dokumentalny, reżyseria: Torstein Grude)